# Франчайзинг
Франчайзингът (на английски: franchise, „лицензия“, „привилегия“), франшиз (на френски: franchise, „освобождавам“) е търговска концесия – вид отношения между пазарни субекти, при които едната страна (франчайзодател) предоставя при определени условия и срещу заплащане на друга фирма, желаеща да развива същата дейност (франчайзополучател) правото да използва разработен и успешен бизнес модел в определен вид бизнес. Това е развита форма на лицензиране, вид стратегически съюз, която обикновено се прилага от компании с престижна търговска марка и утвърден имидж.
Мастър франчайз – франчайз системите се развиват най-бързо, като за големи територии или за цели държави се привличат Мастър франчайзополучатели. Те имат правото не само да откриват обекти, но и да преотстъпват франчайз права на други франчайзополучатели. Обикновено получателят на Мастър франчайза предоставя обучението и другите услуги, осигурявани от франчайзодателя, и разделя с него получените такси.

## Договор за франчайзинг
Договорът за франчайзинг и самият франчайзинг като правен институт не са законово уредени и като понятия в българското законодателство. Легалната дефиниция на франчайз е дадена във финансов закон – Закона за корпоративното и подоходно облагане – съвкупност от права на индустриална или интелектуална собственост, отнасящи се до търговски марки, търговски имена, фирмени знаци, изработени модели, дизайни, авторско право, ноу-хау или патенти, предоставени срещу възнаграждение, за да се използват за продажба на стоки и/или за предоставяне на услуги. Изрична уредба договорът за франчайз в българския Търговски закон липсва, от което следва, че не съществуват ограничения за обектите и субектите по такъв договор, или че същия може да бъде обвързан по силата на международното частно право от търговското право на страната на франчайзодателя. Обичайно на франчайзинг се предоставя известна търговска марка, може и по силата на тайна клауза в този договор.
Обект на договора и основен актив за франчайзополучателя е престижната марка, а заплащането обикновено се договаря като първоначално твърдо възнаграждение и процент от печалбата, реализирана от дейността на франчайзополучателя. Този тип ненаименовани договори са най-добре разпространени в сферата на търговията на дребно и услугите и всички параметри подлежат на предварително договаряне.
По това франчайзингът съвпада с неизключителната или териториално изключителната лицензия на търговска марка (чл. 587 ТЗ). Освен това обаче франчайзодателят предоставя на другата страна ноу-хау, техническа помощ, резервни части, обучение на персонала, рекламни стратегии, концепция за управление и други характерни за самия бизнес материални и нематериални активи. От своя страна, франчайзополучателят се задължава да се придържа към зададените от франчайзодателя стандарти на качество на предоставяните продукти и услуги и да следва неговата маркетингова политика. Тоест франчайзополучателят е длъжен да изпълнява указанията на другата страна, като я допуска да прави проверки на качеството.
Франчайз-договорите могат да съдържат и клауза за изключителност, при която франчайзополучателят се задължава да предлага единствено стоки и услуги на франчайзодателя.
От гледна точка на правото на конкуренцията франчайзингът е вертикално интегриране на 2 предприятия, при което освен предоставянето на утвърдили се продукти, марки, практика и др. срещу заплащането на лицензионно и др. възнаграждение, се практикува уговаряне на цени, териториален обхват, начин и реклама на продажбите.
Франчайзингът може да бъде:
- производствен (на английски: Product Franchising), при който франчайзополучателят има право сам да произвежда стоките, ползвайки предоставения му производствен опит, ноу-хау, търговски марки и други.
- пласментен (на английски: Distribution Franchising), при който франчайзополучателят има право само да разпространява стоките / услугите, произвеждани / извършвани от франчайзодателя.
- франчайзинг на услуги (на английски: Service Franchising), при който франчайзополучателят има право да извършва услугите на франчайзодателя.

Ползите от франчайзинг-договорите са двустранни.
- За франчайзополучателя изгодата се изразява в това, че се възползва популярността на даден продукт, без да се налага да инвестира собствени средства в развиването на собствена продуктова гама и търговски марки.
- Франчайзодателят, от своя страна, с минимални разходи развива дистрибуционната си мрежа на пазари, на които още няма присъствие.

При международния франчайзинг е от особено значение да се определи нивото на стандартизация на продуктите / услугите, тъй като успехът на франчайзодателя на външния пазар зависи до известна степен и от готовността му да приспособи продуктите си към изискванията на пазара, променяйки по този начин характеристиките на продукта, благодарение на които търговската му марка се е наложила. Колкото повече се налага продуктите на франчайзодателя да се адаптират към местните условия, толкова повече намаляват предимствата на този тип договор и основанията за сключването му.
Причините, които водят до бързото развитие на франчайз веригите са:
- Предоставянето на силна и добре позната марка
- Утвърден бизнес модел, предоставящ ноу-хау и добри практики
- Подкрепа от страна на франчайзодателя, която може да включва: обучение, помощ за избор на локация, подкрепа при провеждане на маркетингови и рекламни кампании и др.

Според изследване, проведено в България между февруари и май 2012 г. 55% от запитаните франчайзополучатели са отговорили, че са закупили франчайз заради силната марка, 62% желаят да бъдат част от национална верига, 75% заради готовото ноу-хау за стартиране на бизнес. Анкетираните са посочвали по 2 от възможните отговори.
Сред най-често даваните за пример компании, развиващи се в международен план на базата на франчайз-договори, са „Subway“, „Макдоналдс“, „Дънкин Донатс“, „Кентъки Фрайд Чикън“, „Шел“. В България такива са Office 1 Superstore, „Форос-Национална Компания Недвижими имоти“, сладкарници „Неделя“, аптеки „Санита“, хотели „Шератон“. Известен пример за франчайз в България е местната верига на Мосю Бриколаж, която е собственост на фирма контролирана от Иво Прокопиев. Мебелният магазин „ИКЕА“ също е франчайз, като франчайзополучател е гръцката компания „Фурлис“.
Не съществува пречка на базата на франчайзингови договори да работят и банки.